# Wezemaal
Wezemaal (ou Wesemael, graphie ancienne parfois conservée en français) est une section et un village de la commune belge de Rotselaer situés en Région flamande dans la province du Brabant flamand. C'était une commune à part entière avant la fusion des communes de 1977.

## Évolution démographique
- Sources : INS, Rem. : 1831 jusqu'en 1970 = recensements, 1976 = nombre d'habitants au 31 décembre.

## Transport
- Gare de Wezemaal

## Histoire
Ancienne seigneurie vassale du duché de Brabant dont les seigneurs furent les Maréchaux héréditaires du duc de Brabant aux XIIIe et XIVe siècles,. Le premier d'entre eux connu pour avoir exercé cette fonction était Arnould II de Wezemaal, troisième époux d'Alix de Louvain dont le sceau (ou celui de son fils) est appendu à une charte de l'année 1265,.

## Monuments
- Église Saint-Martin de Wezemaal